# Hippopotamyrus pictus
Hippopotamyrus pictus és una espècie de peix africà del gènere Hippopotamyrus en la família Mormyridae, endèmic de diverses conques hidrogràfiques d'Àfrica, com els rius Baro, Nil, Sassandra, Mono i Sahelo-Sudanese. És nativa de Benín, Burkina Faso, Camerun, República Centreafricana, el Txad, Costa d'Ivori, Etiòpia, Ghana, Guinea, Guinea Bisau, Mali, Níger, Nigèria, el Sudan i Togo.

## Morfologia
En funció de la seva morfologia, pot agrupar-se dins dels denominats «lluços del riu Nil» juntament amb el Brienomyrus, Mormyrops, Marcusenius, Petrocephalus i Pollimyrus.
Posseeix petites barbes i es caracteritza per posseir un cap allargat que pot arribar a mesurar el doble del seu alt. Manquen de l'extensió de l'aparell bucal dels peixos elefant.
Pot aconseguir una grandària aproximada de 300 mm.

## Estat de conservació
Respecte a l'estat de conservació es pot indicar que d'acord amb la UICN aquesta espècie es pot catalogar en la categoria de «risc mínim (LC o LR/lc)».